# Riddim Driven: Party Time
Riddim Driven: Party Time jest trzydziestą pierwszą składanką z serii Riddim Driven.  Została wydana w sierpniu 2002 na CD i LP. Album zawiera piosenki nagrane na riddimie "Party Time" stworzonym przez Craiga "Left Side" Parksa, Stephena "Lenky" Marsdena.

## Lista
1. "All My Girls" - Capleton
2. "Party Doll" - Determine
3. "Clap Hand" - Mr. Vegas
4. "Clean Heart" - Anthony B
5. "Wifey Money" - Harry Toddler
6. "Straight & Plain" - Spragga Benz
7. "Give It To Me" - Delly Ranx
8. "Do Yuh Ting" - Elephant Man
9. "Party Time" - Wayne Marshall
10. "Satisfy Yourself" - Sizzla
11. "Zum Zum" - Beenie Man
12. "Pop Thong Ma" - Future Troubles
13. "Intergalactic" - T.O.K.
14. "Genie Wine" - Kiprich
15. "Real Lover" - Bitta Roots, Jah Thunda, & Bobo Zaro
16. "Wanna Know" - Nadz & Kafenol
17. "Party Can't Over" - Desperado
18. "Jeans & Timber" - Regan
19. "Party Time Rhythm"